# Alison Eastwood
Alison Eastwood (født 22. maj 1972) er en amerikansk skuespiller, filminstruktør, model, designer. Hun er datter af Clint Eastwood.

## Opvækst
Eastwood blev født i Carmel, Californien som datter af Maggie Johnson og skuespiller og filminstruktør Clint Eastwood. Hun har en bror, jazzmusikeren Kyle Eastwood, og seks halvsøskende; Kimber Eastwood, Scott Eastwood, Kathryn Eastwood, Francesca Eastwood og Morgan Eastwood.
Eastwood gik på Santa Catalina School i Monterey, og Stevenson School i Pebble Beach. I 1990 i en alder af 18 år, blev hun indskrevet på UC Santa Barbara og studerede skuespil. Hun blev dog aldrig færdig.

## Karriere
Eastwood fik nogle professionelle roller i film allerede som barn og teenager, og hun havde sin (ukrediterede) filmdebut i en alder af 7 år i filmen Bronco Billy, der blev instrueret af hendes far. I en alder af 11 år fik hun sin første større rolle i thrilleren Tightrope (1984). Hun arbejdede også som model i Paris, og stod model for flere modemagasiner i både Frankrig og for Vogue i USA. I februar 2003 poserede hun nøgen i Playboy'.
Hun har haft flere filmroller siden sin barndom, inklusive Midnight in the Garden of Good and Evil (1997), Just a Little Harmless Sex (1998), Black and White (1999), Friends & Lovers (1999), If You Only Knew (2000), Power Play (2002), Poolhall Junkies (2003), I'll Be Seeing You (2004) og Once Fallen (2010).
Eastwood havde sin debut som filminstruktør med filmen Rails & Ties fra 2007, hvor Kevin Bacon og Marcia Gay Harden spillede med.
Hun har sit eget tøjmærke kaldet Eastwood Ranch Apparel.
Hun er grundlægger af Eastwood Ranch Foundation, som "yder støtte og finansiel bistand til dyrhjem, redningsgrupper og krisecentre med ansvar for pasning af dyr på livstid eller midlertidig har brug boliger."
Udover at have roller som filmskuespiller, har hun også medvirket i Nat Geo Wild TV programmet Animal Intervention. Hun deltog også i realityshowet Chainsaw Gang som en af skulptørernes kærester. Skulptøren, Stacy Poitras, er nu hendes mand, efter de giftede sig 15. marts 2013.

## Filmografi
| År   | Titel                                   | Rolle                  | Noter           |
| ---- | --------------------------------------- | ---------------------- | --------------- |
| 1980 | Bronco Billy                            | Barn på børnehjem      | Ukreditteret    |
| 1984 | Tightrope                               | Amanda Block           |                 |
| 1997 | Absolute Power                          | Studerende             |                 |
| 1997 | Midnight in the Garden of Good and Evil | Mandy Nicholls         |                 |
| 1998 | Just a Little Harmless Sex              | Laura                  |                 |
| 1998 | Suicide, the Comedy                     | Amanda                 |                 |
| 1999 | Breakfast of Champions                  | Maria Maritimo         |                 |
| 1999 | Friends & Lovers                        | Lisa                   |                 |
| 1999 | Black and White                         | Lynn Dombrowsky        | TV film         |
| 2000 | The Spring                              | Sophie Weston          | TV film         |
| 2000 | If You Only Knew                        | Samantha               |                 |
| 2002 | Poolhall Junkies                        | Tara                   |                 |
| 2002 | The Bend                                | Sue Morris             | Kortfilm        |
| 2002 | Power Play                              | Gabriella St. John     |                 |
| 2004 | I'll Be Seeing You                      | Patricia Collins       | TV film         |
| 2004 | They Are Among Us                       | Finley                 | TV film         |
| 2005 | Flatbush                                | Shellman               | Kortfilm        |
| 2005 | The Lost Angel                          | Billie                 |                 |
| 2005 | Don't Tell                              | Raphael                |                 |
| 2006 | Lesser Evil                             | Karen Max              | TV film         |
| 2006 | How to Go Out on a Date in Queens       | Karen                  |                 |
| 2006 | Waitin' to Live                         | Harriett Williams      |                 |
| 2007 | One Long Night                          | Wendy                  |                 |
| 2010 | Once Fallen                             | Kat                    |                 |
| 2011 | Henry                                   | Laura                  | Kortfilm        |
| 2013 | Shadow People                           | Sophie Lacombe         |                 |
| 2013 | Finding Harmony                         | Sam Colter             | Post-produktion |
| 2013 | C.R.U.                                  | Allison Doyle-Ewansiha | Post-produktion |
| 2015 | Unity                                   | Fortæller              | Dokumentar      |